# Utetheisa fatela
Utetheisa fatela là một loài bướm đêm thuộc phân họ Arctiinae, họ Erebidae.